# Real Madrid Club de Fútbol 1963-1964
Questa voce raccoglie le informazioni riguardanti il Real Madrid Club de Fútbol nelle competizioni ufficiali della stagione 1963-1964.

## Rosa
| N. |                    | Ruolo | Calciatore                    |
| -- | ------------------ | ----- | ----------------------------- |
|    | Spagna (bandiera)  | P     | José Araquistáin              |
|    | Spagna (bandiera)  | P     | Antonio Betancort             |
|    | Spagna (bandiera)  | P     | José Vicente Train            |
|    | Spagna (bandiera)  | D     | Isidro                        |
|    | Uruguay (bandiera) | D     | José Santamaría               |
|    | Spagna (bandiera)  | D     | Pedro Casado                  |
|    | Spagna (bandiera)  | D     | José Manuel Valentín Corcuera |
|    | Spagna (bandiera)  | D     | Pedro de Felipe               |
|    | Spagna (bandiera)  | D     | Rafael Echarri                |
|    | Spagna (bandiera)  | D     | José Luis López Peinado       |
|    | Spagna (bandiera)  | D     | Antonio Maestro Fernández     |
|    | Spagna (bandiera)  | D     | Vicente Miera                 |
|    | Spagna (bandiera)  | D     | Pachín                        |
|    | Spagna (bandiera)  | D     | Ignacio Zoco                  |
|    | Spagna (bandiera)  | C     | Félix Ruiz                    |

| N. |                      | Ruolo | Calciatore          |
| -- | -------------------- | ----- | ------------------- |
|    | Spagna (bandiera)    | C     | Felo                |
|    | Francia (bandiera)   | C     | Lucien Muller       |
|    | Spagna (bandiera)    | C     | Pipi Suárez         |
|    | Spagna (bandiera)    | C     | Juan Santisteban    |
|    | Argentina (bandiera) | A     | Alfredo Di Stéfano  |
|    | Spagna (bandiera)    | A     | Amancio Amaro       |
|    | Spagna (bandiera)    | A     | Manuel Bueno        |
|    | Brasile (bandiera)   | A     | Evaristo de Macedo  |
|    | Spagna (bandiera)    | A     | Francisco Gento     |
|    | Spagna (bandiera)    | A     | Ramón Grosso        |
|    | Ungheria (bandiera)  | A     | Ferenc Puskás       |
|    | Spagna (bandiera)    | A     | Antonio Ruiz Robles |
|    | Spagna (bandiera)    | A     | Fernando Serena     |
|    | Spagna (bandiera)    | A     | Luis Sorribas Moya  |
|    | Rep. Ceca (bandiera) | A     | Yanko Daučík        |